# Esercito Nazionale Siriano
L'Esercito Nazionale Siriano (in inglese Syrian National Army, acronimo SNA), precedentemente Esercito Siriano Libero e noto anche come Esercito siriano libero sostenuto dalla Turchia, è una coalizione di gruppi armati di opposizione siriana nella guerra civile siriana.
Composto da varie fazioni ribelli emerse all'inizio della guerra nel luglio 2011, è stato ufficialmente istituito nel 2017 sotto la direzione della Turchia, che fornisce finanziamenti, addestramento e supporto militare.
Il SNA ha le sue radici nell'Esercito siriano libero, un insieme eterogeneo di gruppi armati di opposizione fondato il 29 luglio 2011 da ufficiali militari siriani disertori. Dopo che la Turchia ha formalmente condannato il regime di Bashar al-Assad nel novembre 2011, ha fornito armi, addestramento e rifugio all'esercito siriano libero. Inizialmente il principale oppositore del governo siriano, esso è stato gradualmente indebolito da lotte intestine, mancanza di finanziamenti e gruppi ribelli rivali. Nell'agosto 2016, la Turchia ha iniziato a riunire una nuova coalizione di gruppi ribelli siriani, che includeva molti ex combattenti dell'esercito siriano libero, nel tentativo di creare una forza di opposizione più coesa ed efficace; in seguito all'operazione Scudo dell'Eufrate, il governo turco si è coordinato con il governo provvisorio siriano per formare un "esercito nazionale" per garantire i guadagni territoriali turchi.
Gli obiettivi ufficiali dello SNA sono di creare una "zona sicura" nel nord della Siria, consolidarsi con altre fazioni ribelli e combattere sia le forze governative di Assad che gli islamisti di Hay'at Tahrir al-Sham. La sua presenza si è estesa al vicino governatorato di Idlib durante l'offensiva nordoccidentale del governo siriano del 2019, dopo di che ha incorporato altre forze di opposizione islamiste il 4 ottobre 2019 tra cui molti membri di Ahrar al-Sham e di Harakat Nour al-Din al-Zenki.
Strettamente allineato con il governo turco, il SNA è stato descritto come un esercito ausiliario delle Forze Armate Turche e come "mercenari" dai suoi critici. Al di fuori della Siria, i combattenti dello SNA sono stati schierati dalla Turchia come forza per procura in conflitti dalla Libia al Caucaso meridionale. Il SNA è composto principalmente da arabi e turcomanni siriani.